# 도정일
도정일(都正一, 1941년 ~ )은 대한민국의 영문학자, 인문학자이자 교수이며 현재 경희대학교 명예교수이다.

## 출신 학교
- 경희대학교 영문학 학사
- 하와이 대학교 대학원 미국학 석·박사 과정 수료

## 학력 위조
하와이 대학교 대학원에서 영문학 박사 학위를 취득한 박사 사칭을 하다가 2016년 학력위조 의혹이 터졌다.
처음에는 여러가지 변명을 일관하고 학력의혹 제기자에게 법적조치 등을 언급하며 강경하게 부인하다가 학력위조 사실을 인정하고 반성의 의사를 내비쳤다.

## 주요 경력
- 1965년 : 시사영어사 부장
- 1971년 : 동양통신 외신부 부장
- 1983년 : 경희대학교 영문학과 교수
- 1995년 : 경희대학교 중앙도서관 관장
- 1998년 : 대통령자문 정책기획위원회 위원
- 1998년 : 한국영상문화학회 공동준비위원회 위원장
- 1999년 : 문화개혁시민연대 공동대표
- 경희대학교 명예교수
- KBS 객원해설위원
- 한국영상문화학회 공동대표
- 책읽는사회만들기 국민운동 상임대표
- 경희대학교 후마니타스 칼리지 대학장

## 수상 경력
- 1995년 : 제7회 소천비평문학상
- 1998년 : 제43회 현대문학상
- 2006년 : 교육부총리 표창
- 2007년 : 제10회 일맥문화대상 사회봉사상

## 저서
- 《시인은 숲으로 가지 못한다》(민음사, 1994년) ISBN 9788937410772
- 《문명 그리고 화두》(열린사회아카데미, 1998년) ISBN 9788988484005
- 《새천년의 한국인 한국사회》(나남, 2000년) ISBN 9788930037549
- 《영상문화》(생각의나무, 2000년) ISBN 9788988045961
- 《사유의 공간》(생각의나무, 2004년) ISBN 8984983462
- 《여성문화의 새로운 시각 3》(월인, 2004년) ISBN 9788984772489
- 《대담 : 인문학과 자연과학이 만나다》(휴머니스트, 2005년) ※도정일, 최재천 공저 ISBN 9788958620747
- 《전환의 모색 : 우리는 어디에 있으며 무엇을 할 것인가》(생각의나무, 2008년) ※장회익, 최장집, 도정일, 김우창 공저 ISBN 9788984988330
- 《시장전체주의와 문명의 야만》(생각의나무, 2008년) ISBN 9788984988873
- 《생각의나무 문라이브러리 시리즈(전6권)》(생각의나무, 2008년) ISBN 9788984988859
- 《글쓰기의 최소원칙》(경희대학교출판국, 2008년) ISBN 9788982223211
- 《다시 민주주의를 말한다 : 시민을 위한 민주주의 특강》(휴머니스트, 2010년) ※도정일, 박원순, 진중권, 김종철, 김찬호, 오연호, 김상봉, 정희진, 우석훈, 홍성욱, 한홍구 공저 ISBN 9788958623106
- 《불량 사회와 그 적들 : 좋은 시민들이 들려주는 우리 사회 이야기》(알렙, 2011년) ※정태인, 이상이, 고성국, 김두식, 도정일, 박성민, 장하준, 조국, 엄기호, 이철희, 강신준, 최태욱, 윤희정 공저 ISBN 9788996517122
- 《인문학 콘서트》(이숲, 2011년) ※김경동, 김광웅, 문용린, 최재천, 고미숙, 도정일, 장회익, 정진홍, 황경식, 박정자, 김기현 공저 ISBN 9788994228228
- 《일생에 꼭 한 번은 들어야 할 명강 : 불확실한 시대, 지성에게 길을 묻다》(블루엘리펀트, 2012년) ※송호근, 유홍준, 정재승, 최재천, 김지하, 문정인, 이덕일, 도정일 공저 ISBN 9788970908878
- 《쓰잘데없이 고귀한 것들의 목록 - 도정일 산문집》(문학동네, 2014년) ISBN 9788954624084
- 《별들 사이에 길을 놓다 - 도정일 산문집》(문학동네, 2014년) ISBN 9788954624091